# Архангел Уриил (линейный корабль, 1749)
«Архангел Уриил» или «Уриил» — парусный линейный корабль, а затем госпитальное судно Балтийского флота Российской империи, один из кораблей типа «Слава России». Находился в составе флота с 1748 по 1763 год, принимал участие в Семилетней войне, в том числе в блокаде пролива Зунд и осаде Кольберга, а по окончании службы был разобран.

## Описание судна
Представитель серии парусных двухдечных линейных кораблей типа «Слава России». Эта серия кораблей была самой многочисленной и одной из самых удачных серий линейных кораблей Российского императорского флота. Корабли серии строились с 1733 по 1774 год на верфях Санкт-Петербурга и Архангельска и принимали участие во всех плаваниях и боевых действиях российского флота в период с 1734 по 1790 год. Всего в рамках серии было построено 58 линейных кораблей. Все корабли этой серии обладали высокими мореходными качествами, хорошей маневренностью и остойчивостью.
Водоизмещение корабля составляло 1200 тонн, длина по сведениям из различных источников от 46,5 до 47,4 метра, ширина от 12,3 до 12,65 метра, а осадка от 5,4 до 5,48 метра. Вооружение судна составляли 66 орудий, включавшие двадцатичетырёх-, двенадцати- и шестифунтовые пушки, а экипаж состоял из 600 человек. Скорость судна при свежем ветре могла достигать восьми узлов.
Корабль назван в честь одного из восьми христианских архангелов Уриила, был вторым из четырёх парусных линейных кораблей российского флота, названных именем этого архангела. Также одноимённые парусные корабли строились в 1715 и 1802 годах для Балтийского флота и в 1840 году — для Черноморского.

## История службы
Линейный корабль «Архангел Уриил» был заложен на Соломбальской верфи 28 августа (8 сентября) 1748 года и после спуска на воду 21 августа (1 сентября) 1749 года вошёл в состав Балтийского флота России. Строительство вёл корабельный мастер Ламбе Ямес.
В июле и августе 1750 года совершил переход из Архангельска в Кронштадт. В следующем 1751 году в составе эскадры кораблей Балтийского флота принимал участие в практическом плавании в Финском заливе до острова Готланда. В кампании с 1752 по 1756 год всё время находился в Кронштадтской гавани и плаваний в море не совершал.
Принимал участие  в Семилетней войне. В кампанию 1757 года был включен в состав эскадры под командованием адмирала З. Д. Мишукова, которая 31 мая (11 июня) вышла из Кронштадта для блокады побережья Пруссии, и 4 (15) июля пришёл с ней на Данцигский рейд. 19 (30) июля отделился от эскадры и до 6 (17) августа с отрядом ушёл в крейсерское плавание к Пиллау, целью которого было наблюдение за судами неприятельского флота, после чего вернулся на Данцигский рейд, к остальным кораблям флота. 8 (19) августа в составе эскадры ушёл в плавание к берегам Швеции, однако 13 (24) августа на корабле открылась течь, и он вынужден был уйти на ремонт в Ревель. 4 (15) сентября того же года корабль вернулся в Кронштадт.
В кампанию 1758 года 2 (13) июля ушёл из Кронштадта в крейсерское плавание и 9 (20) июля у Копенгагена присоединился к объединённому русско-шведскому флоту, в составе которого до 28 августа (8 сентября) принимал участие в блокаде пролива Зунд. Блокада осуществлялась с целью недопущения английского флота в Балтийское море. В кампанию следующего 1759 года находился в составе эскадры, которая с июля по сентябрь перевозила русские войска из Кронштадта в Данциг.
Во время кампаний 1760 и 1761 годов принимал участие в действиях русских войск и флота под Кольбергом. C 25 июля (5 августа) по 15 (25) августа 1760 года перешёл из Кронштадта к Кольбергу в составе перевозившей русские войска эскадры и после высадки войск присоединился к морской блокаде крепости. С 10 (21) сентября по 28 сентября (9 октября) принимал участие в транспортировке войск обратно от Кольберга в Кронштадт, при этом всю дорогу вёл на буксире галиот с войсками. Весной следующего года был переоборудован в госпитальное судно и 13 (24) июня в составе эскадры вышел из Кронштадта по направлению к Кольбергу. 15 (26) июня пришёл на помощь севшему на мель кораблю «Астрахань», что позволило последнему сняться с мели и нагнать эскадру. Высадив 19 (30) июля войска у мыса Рюгенвальде корабль ушёл к Кольбергу и присоединился к его морской блокаде. 28 сентября (9 октября) из-за начавшихся штормов флот был вынужден уйти от Кольберга в море, где корабли разлучились и «Архангел Уриил» 14 (25) октября уже в одиночку прибыл в Кронштадт.
По окончании службы в 1763 году корабль «Архангел Уриил» был разобран в Кронштадте.

## Командиры корабля
Командирами линейного корабля «Архангел Уриил» в разное время служили:
- капитан 2-го ранга С. Ваксель (1750—1751 годы)[14];
- капитан 2-го ранга Х. П. Лаптев (1757 год)[15];
- капитан-лейтенант И. М. Спиридов (1757 год)[16];
- капитан 2-го ранга А. Н. Сенявин (1758 год)[17];
- капитан 3-го ранга И. М. Спиридов (1759—1760 годы)[16];
- капитан 3-го ранга Г. А. Нечаев (1761 год)[18].

### Комментарии
1. ↑  Также в серию входили два корабля «Северный Орёл» 1735 и 1763 годов постройки, два корабля «Ревель» 1735 и 1756 годов постройки, два корабля «Ингерманланд» 1735 и 1752 годов постройки, два корабля «Святой Пётр» 1741 (до 6 (17) декабря 1741 года назвался «Иоанн») и 1760 годов постройки, два корабля «Полтава» 1743 и 1754 годов постройки, два корабля «Святой Александр Невский» 1749 и 1762 годов постройки, два корабля «Москва» 1750 и 1760 годов постройки, корабли «Слава России» (головной корабль серии), «Основание Благополучия», «Леферм», «Счастие» (до 6 (17) декабря 1741 года назвался «Генералиссимус Российский»), «Благополучие», «Екатерина», «Фридемакер», «Лесное», «Архангел Рафаил», «Святая великомученица Варвара», «Святой Сергий», «Святой Иоанн Златоуст» (В 1751 году был переименован в «Святой Иоанн Златоуст второй» в связи с постройкой одноимённого 80-пушечного корабля), «Архангел Гавриил», «Наталия», «Астрахань», «Рафаил», «Святой Иаков», «Не тронь меня», «Евстафий Плакида», «Святой Иануарий», «Саратов», «Тверь», «Трёх Иерархов», «Трёх святителей», «Европа», «Всеволод», «Ростислав», «Святой Георгий Победоносец», «Граф Орлов», «Память Евстафия», «Победа», «Виктор», «Вячеслав», «Дмитрий Донской», «Мироносиц», «Святой князь Владимир», «Александр Невский», «Борис и Глеб», «Преслава», «Дерись», «Ингерманландия», «Спиридон» и один корабль без названия 1758 года постройки.
2. ↑  155 футов 6 дюймов.
3. ↑  41 фут 6 дюймов.
4. ↑  18 футов.